# Moškovec
Moškovec (maďarsky Moskóc) je malá obec na Slovensku v okrese Turčianske Teplice. Leží asi 10 km severozápadně od Turčianských Teplic, nad řekou Turiec, ve stejnojmenném regionu. V roce 2023 zde žilo 69 obyvatel.

## Historie
První písemná zmínka o obci pochází z roku 1258, kdy byla známá pod názvem Mossovech. Ještě ve 14. století náleželo k panství hradu Zniev, během 18. století pak uherské královské komoře. V roce 1715 se v obci nacházelo devět domácností, v roce 1785 zde stálo 16 domů a žilo 122 obyvatel, kteří se živili jako zemědělci, lisovači oleje a zpracovatelé šafránu.
Do roku 1918 patřila obec do Turčianské župy v Uherském království, poté připadla Československu.

## Geografie
Obec se nachází přibližně v polovině cesty na silnici mezi Martinem a Nitrianským Pravnem v nadmořské výšce 450 metrů a rozkládá se na 2,1 km2. Protéká tudy řeka Turiec, do které se za obcí vlévá její přítok Vedžer. V katastrálním území Moškovec se nachází národní přírodní rezervace Turiec. 
Sousedními obcemi jsou Slovany na severu, Turčiansky Ďur na východě, Blažovce na východě, Abramová na jihozápadě a Ondrášová na západě.

## Památky
- Jednopatrová budova spojovací stanice z roku 1789, její okna jsou dekorována špalety. Stavbě dominuje brána s vročením z doby jejího vzniku. Objekt sloužil k výměnám koňských zápřahů na tehdejší trase z Nitry do Košic. Kopie tohoto objektu se nachází v Muzeu slovenskej dědiny v Martine.
- Zemská kurie z 2. poloviny 19. století.

## Osobnosti
- Ján Rajecký (??? – 1738) římskokatolický kněz